# Teateråret 1989

## Händelser

### Mars
- 20 mars - Per Lysander utses till ny chef för Göteborgs stadsteater. [1]

## Priser och utmärkelser
- 16 oktober - O'Neill-stipendiet tilldelas Gunnel Lindblom[2]
- Thaliapriset tilldelas skådespelaren Agneta Ekmanner
- Nils Poppe tilldelas medaljen Illis Quorum i guld av åttonde storleken
- Bengt Brunskog tilldelas Teaterförbundets De Wahl-stipendium.
- Oscar Ljung tilldelas Teaterförbundets Gösta Ekman-stipendium

### Guldmasken
| Bästa skådespelerska:          | Helena Kallenbäck  | Linje Lusta              |
| Bästa skådespelare:            | Michael Samuelsson | The Phantom Of The Opera |
| Bästa kvinnliga biroll:        | Sharon Dyall       | West Side Story          |
| Bästa manliga biroll:          | Bert-Åke Varg      | The Phantom Of The Opera |
| Bästa kvinnliga musikalartist: | Kategorin finns ej |                          |
| Bästa manliga musikalartist:   | Kategorin finns ej |                          |
| Regi:                          | Runar Borge        | West Side Story          |
| Koreografi:                    | Runar Borge        | West Side Story          |
| Scenografi:                    | Maria Björnson     | The Phantom Of The Opera |
| Kostym:                        | Mago               | Charlies Tant            |
| Juryns specialpris:            | Göran Lindgren     | The Phantom Of The Opera |
| Privatteatrarnas pris:         | Ainbusk Singers    |                          |

Se vidare MusikalNet listor över pristagare

## Årets uppsättningar

### April
- 14 april - Victoria Benedictssons pjäs Teorier har urpremiär på Stockholms Studentteater [3].

### September
- 22 september - William Shakespeares En midsommarnattsdröm, i regi av Eva Bergman, börjar spelas på Backa Teater i Göteborg [4].

### Okänt datum
- Andrew Lloyd Webbers musikal The Phantom of the Opera har svensk premiär på Oscarsteatern i Stockholm
- Staffan Göthes pjäs Arma Irma har urpremiär

## Avlidna
- 30 november - Göran Järvefelt, 42, svensk operaregissör.[2]
- 22 december - Samuel Beckett, 83, irländsk-fransk dramatiker och författare.[2]